# Fernando Fattori
Fernando Fattori (Ancona, 4 luglio 1945) è un ex cestista italiano.

## Carriera
Campionati di serie B con la Sef Stamura di Ancona dal 1960 al'64;serie A con la Libertas Biella dal'64 al 67   Ha disputato 158 partite con la maglia della Victoria Libertas Pesarodal '68 al 74 realizzando 1537 punti.Campionati serie B di nuovo con la Stamura Basket nel '75 e '76 e con la Lenco Robur Osimo nel'77 e '78.
Ha militato in Nazionale, con cui ha disputato i Mondiali e gli Europei 1966.Medaglia d'argento nei Giochi del Mediterraneo di Tunisi del '67,ed altre 16 partite con la nazionale B (odierna under 21)

## Statistiche
| Cronologia completa delle presenze e dei punti in Nazionale - Italia | Cronologia completa delle presenze e dei punti in Nazionale - Italia | Cronologia completa delle presenze e dei punti in Nazionale - Italia | Cronologia completa delle presenze e dei punti in Nazionale - Italia | Cronologia completa delle presenze e dei punti in Nazionale - Italia | Cronologia completa delle presenze e dei punti in Nazionale - Italia | Cronologia completa delle presenze e dei punti in Nazionale - Italia | Cronologia completa delle presenze e dei punti in Nazionale - Italia |
| Data                                                                 | Città                                                                | In casa                                                              | Risultato                                                            | Ospiti                                                               | Competizione                                                         | Punti                                                                | Note                                                                 |
| -------------------------------------------------------------------- | -------------------------------------------------------------------- | -------------------------------------------------------------------- | -------------------------------------------------------------------- | -------------------------------------------------------------------- | -------------------------------------------------------------------- | -------------------------------------------------------------------- | -------------------------------------------------------------------- |
| 14/09/1966                                                           | Augusta                                                              | Germania                                                             | 65 - 80                                                              | Italia                                                               | Amichevole                                                           | 12                                                                   |                                                                      |
| 16/09/1966                                                           | Hagen                                                                | Germania                                                             | 86 - 102                                                             | Italia                                                               | Amichevole                                                           | 11                                                                   |                                                                      |
| 19/09/1966                                                           | Helsinki                                                             | Finlandia                                                            | 64 - 72                                                              | Italia                                                               | Amichevole                                                           | 2                                                                    |                                                                      |
| 20/09/1966                                                           | Tampere                                                              | Finlandia                                                            | 68 - 106                                                             | Italia                                                               | Amichevole                                                           | 2                                                                    |                                                                      |
| 10/11/1966                                                           | Strasburgo                                                           | Germania                                                             | 67 - 83                                                              | Italia                                                               | Amichevole                                                           | 2                                                                    |                                                                      |
| 11/11/1966                                                           | Strasburgo                                                           | Francia                                                              | 57 - 72                                                              | Italia                                                               | Amichevole                                                           | 0                                                                    |                                                                      |
| 12/11/1966                                                           | Strasburgo                                                           | Polonia                                                              | 68 - 61                                                              | Italia                                                               | Amichevole                                                           | 0                                                                    |                                                                      |
| 15/11/1966                                                           | Parigi                                                               | Spagna                                                               | 49 - 82                                                              | Italia                                                               | Amichevole                                                           | 0                                                                    |                                                                      |
| 16/11/1966                                                           | Parigi                                                               | Francia                                                              | 66 - 63                                                              | Italia                                                               | Amichevole                                                           | 0                                                                    |                                                                      |
| 13/05/1967                                                           | Napoli                                                               | Italia                                                               | 58 - 57                                                              | Polonia                                                              | Amichevole                                                           | 0                                                                    |                                                                      |
| 27/05/1967                                                           | Mercedes                                                             | Stati Uniti                                                          | 67 - 56                                                              | Italia                                                               | Mondiali 1967                                                        | 3                                                                    |                                                                      |
| 28/05/1967                                                           | Mercedes                                                             | Jugoslavia                                                           | 71 - 62                                                              | Italia                                                               | Mondiali 1967                                                        | 5                                                                    |                                                                      |
| 29/05/1967                                                           | Mercedes                                                             | Messico                                                              | 78 - 60                                                              | Italia                                                               | Mondiali 1967                                                        | 3                                                                    |                                                                      |
| 04/06/1967                                                           | Córdoba                                                              | Paraguay                                                             | 58 - 91                                                              | Italia                                                               | Mondiali 1967                                                        | 0                                                                    |                                                                      |
| 05/06/1967                                                           | Córdoba                                                              | Giappone                                                             | 57 - 74                                                              | Italia                                                               | Mondiali 1967                                                        | 0                                                                    |                                                                      |
| 06/06/1967                                                           | Córdoba                                                              | Perù                                                                 | 46 - 68                                                              | Italia                                                               | Mondiali 1967                                                        | 2                                                                    |                                                                      |
| 08/06/1967                                                           | Córdoba                                                              | Porto Rico                                                           | 74 - 78                                                              | Italia                                                               | Mondiali 1967                                                        | 0                                                                    |                                                                      |
| 09/06/1967                                                           | Córdoba                                                              | Messico                                                              | 63 - 62                                                              | Italia                                                               | Mondiali 1967                                                        | 4                                                                    |                                                                      |
| 26/08/1967                                                           | Messina                                                              | Italia                                                               | 72 - 66                                                              | Bulgaria                                                             | Amichevole                                                           | 10                                                                   |                                                                      |
| 27/08/1967                                                           | Messina                                                              | Italia                                                               | 67 - 62                                                              | Romania                                                              | Amichevole                                                           | 7                                                                    |                                                                      |
| 29/08/1967                                                           | Messina                                                              | Italia                                                               | 61 - 59                                                              | Polonia                                                              | Amichevole                                                           | 0                                                                    |                                                                      |
| 30/08/1967                                                           | Messina                                                              | Italia                                                               | 71 - 51                                                              | Jugoslavia                                                           | Amichevole                                                           | 2                                                                    |                                                                      |
| 01/09/1967                                                           | Catania                                                              | Italia                                                               | 73 - 65                                                              | Bulgaria                                                             | Amichevole                                                           | 0                                                                    |                                                                      |
| 02/09/1967                                                           | Catania                                                              | Italia                                                               | 73 - 65                                                              | Romania                                                              | Amichevole                                                           | 2                                                                    |                                                                      |
| 03/09/1967                                                           | Catania                                                              | Italia                                                               | 52 - 47                                                              | Jugoslavia                                                           | Amichevole                                                           | 0                                                                    |                                                                      |
| 09/09/1967                                                           | Tunisi                                                               | Turchia                                                              | 59 - 78                                                              | Italia                                                               | G. Mediterraneo                                                      | 0                                                                    |                                                                      |
| 11/09/1967                                                           | Tunisi                                                               | Spagna                                                               | 77 - 87                                                              | Italia                                                               | G. Mediterraneo                                                      | 4                                                                    |                                                                      |
| 12/09/1967                                                           | Tunisi                                                               | Tunisia                                                              | 49 - 91                                                              | Italia                                                               | G. Mediterraneo                                                      | 7                                                                    |                                                                      |
| 14/09/1967                                                           | Tunisi                                                               | Grecia                                                               | 69 - 77                                                              | Italia                                                               | G. Mediterraneo                                                      | 0                                                                    |                                                                      |
| 16/09/1967                                                           | Tunisi                                                               | Jugoslavia                                                           | 87 - 76                                                              | Italia                                                               | G. Mediterraneo                                                      | 0                                                                    |                                                                      |
| 28/09/1967                                                           | Tampere                                                              | Germania                                                             | 55 - 64                                                              | Italia                                                               | EuroBasket 1967                                                      | 0                                                                    |                                                                      |
| 29/09/1967                                                           | Tampere                                                              | Francia                                                              | 42 - 47                                                              | Italia                                                               | EuroBasket 1967                                                      | 0                                                                    |                                                                      |
| 30/09/1967                                                           | Tampere                                                              | Bulgaria                                                             | 73 - 71                                                              | Italia                                                               | EuroBasket 1967                                                      | 0                                                                    |                                                                      |
| 01/10/1967                                                           | Tampere                                                              | Israele                                                              | 67 - 70                                                              | Italia                                                               | EuroBasket 1967                                                      | 0                                                                    |                                                                      |
| 03/10/1967                                                           | Tampere                                                              | Ungheria                                                             | 80 - 73                                                              | Italia                                                               | EuroBasket 1967                                                      | 7                                                                    |                                                                      |
| 04/10/1967                                                           | Tampere                                                              | Grecia                                                               | 58 - 74                                                              | Italia                                                               | EuroBasket 1967                                                      | 5                                                                    |                                                                      |
| 05/10/1967                                                           | Tampere                                                              | Unione Sovietica                                                     | 105 - 91                                                             | Italia                                                               | EuroBasket 1967                                                      | 2                                                                    |                                                                      |
| 07/10/1967                                                           | Tampere                                                              | Romania                                                              | 63 - 57                                                              | Italia                                                               | EuroBasket 1967                                                      | 0                                                                    |                                                                      |
| 08/10/1967                                                           | Tampere                                                              | Israele                                                              | 72 - 74                                                              | Italia                                                               | EuroBasket 1967                                                      | 0                                                                    |                                                                      |
| Totale                                                               |                                                                      | Presenze                                                             | 39                                                                   |                                                                      | Punti                                                                | 92                                                                   |                                                                      |